# Marie Adams
Ollie Marie Adams, geborene Givens, seit April 1952 Maria Adams (* 19. Oktober 1925 in Linden, Texas; † 23. Februar 1998 in Houston), war eine US-amerikanische R&B-Sängerin, die in den 1950ern und 1960ern aktiv war. Aufgrund ihrer ausladenden Erscheinung war ihr Spitzname „TV Mama“ (in Anspielung auf das Breitbildformat, englisch wide screen).

## Biografie
In ihrer Jugend sang Ollie Marie Givens Gospel im Kirchenchor. Nachdem sie in Don Robeys „Bronze Peacock Club“ in Houston erste Erfolge gefeiert hatte, machte sie 1952 bei Peacock Records als Marie Adams ihre ersten Aufnahmen. I’m Gonna Play the Honky Tonks, My Search Is Over und My Song waren R&B-Hits.
Nach verschiedenen regionalen Tourneen schloss sich Marie Adams 1953 Johnny Otis an, der mit seiner Show US-weit auf Tour ging. Zeitweise trat sie mit den Schwestern Sadie und Francine McKinley als „Three Tons of Joy“ (drei Tonnen Freude) auf.

## Diskografie (Auswahl)
- I’m Gonna Play the Honky Tonks (1952)
- My Search Is Over (1952)
- My Song (Original von Johnny Ace) (1953)
- Ma, He’s Making Eyes at Me (Three Tons of Joy) (1957)
- A Fool in Love (Three Tons of Joy) (1958)